# Uriah Hall
Uriah Alexander Hall (Spanish Town, 31 luglio 1984) è un lottatore di arti marziali miste giamaicano.
Combatte nella divisione dei pesi medi per la promozione statunitense UFC. È stato finalista del programma The Ultimate Fighter: Team Jones vs. Team Sonnen, diciassettesima stagione dell'omonimo reality show.
Dal 2005 al 2012 ha combattuto nell'organizzazione statunitense Ring of Combat e ha inoltre brevemente fatto parte della Bellator MMA.

## Biografia
Hall è nato a Spanish Town, in Giamaica, ma all'età di tredici anni si è trasferito nel Queens, quartiere di New York. All'età di sedici anni si avvicina al mondo delle arti marziali spinto dal bisogno di trovare dei metodi di difesa contro il bullismo di cui era vittima.

## Caratteristiche tecniche
Hall è un lottatore che predilige la lotta in piedi: grazie infatti al suo background nel Karate può vantare uno stile di striking imprevedibile e tremendamente efficace, che sfrutta soprattutto in combinazioni di calci e pugni. Nonostante questo vanta anche una cintura blu nel Jiu jitsu brasiliano.

## Carriera nelle arti marziali miste

### Inizi
Hall debutta nelle MMA professionistiche nel 2005; in circa sette anni combatte tra la Ring of Combat (dove viene sconfitto da Costas Philippou e il futuro campione dei pesi medi UFC Chris Weidman) e la Bellator, totalizzando un record di 7-2.

### The Ultimate Fighter
Nel 2013 Hall viene scelto per partecipare alla diciassettesima stagione del reality show The Ultimate Fighter entrando nel team capitanato da Chael Sonnen: qui mette in mostra le sue eccezionali capacità nello striking ottenendo quattro vittorie consecutive di cui tre per KO. La sua seconda vittoria, ottenuta tramite un calcio girato di tacco alla testa contro Adam Cella, gli vale il riconoscimento KO of the Season e viene indicato come uno dei più spettacolari KO della storia del programma.

### Ultimate Fighting Championship
Il 13 aprile 2013 debutta ufficialmente in UFC nella finale della stagione di The Ultimate Fighter ma viene sconfitto per decisione non unanime da Kelvin Gastelum; il 17 agosto viene nuovamente sconfitto per decisione non unanime da John Howard. Dopo queste due sconfitte mette insieme tre vittorie consecutive tra il 2013 e il 2015 contro Chris Leben, Thiago Santos e Ron Stallings, prima di perdere ancora per decisione non unanime contro Rafael Natal.
In seguito, sempre nel 2015, ottiene due vittorie consecutive contro Oluwale Bamgmbose e Gegard Mousasi, al tempo numero 6 nella divisione e mai sconfitto per KO: la prestazione frutta al giamaicano il bonus Performance of the Night.
Tra il novembre 2015 e il novembre 2016 mette insieme tre sconfitte consecutive contro il futuro campione dei pesi medi UFC Robert Whittaker, Derek Brunson e nel rematch contro Mousasi; il 16 settembre 2017 torna alla vittoria contro Krzysztof Jotko, ottenendo un altro riconoscimento Perfomance of the Night, prima di essere sconfitto da Paulo Costa. Chiude il 2018 con la vittoria su Bevon Lewis a UFC 232 il 29 dicembre.

## Risultati nelle arti marziali miste
Gli incontri segnati su sfondo grigio si riferiscono ad incontri di esibizione non ufficiali o comunque non validi per essere integrati nel record da professionista.
| Risultato | Record | Avversario            | Metodo                                                   | Evento                                                  | Data              | Round | Tempo | Città                      | Note                                          |
| --------- | ------ | --------------------- | -------------------------------------------------------- | ------------------------------------------------------- | ----------------- | ----- | ----- | -------------------------- | --------------------------------------------- |
| Sconfitta | 17-11  | André Muniz           | Decisione (unanime)                                      | UFC 276: Adesanya vs. Cannonier                         | 3 luglio 2022     | 3     | 5:00  | Las Vegas, Stati Uniti     |                                               |
| Sconfitta | 17-10  | Sean Strickland       | Decisione (unanime)                                      | UFC on ESPN: Hall vs. Strickland                        | 31 luglio 2021    | 5     | 5:00  | Las Vegas, Stati Uniti     |                                               |
| Vittoria  | 17-9   | Chris Weidman         | KO tecnico (infortunio alla gamba)                       | UFC 261: Usman vs. Masidal 2                            | 24 aprile 2021    | 1     | 0:17  | Jacksonville, Stati Uniti  |                                               |
| Vittoria  | 16-9   | Anderson Silva        | KO tecnico (pugni)                                       | UFC Fight Night: Hall vs. Silva                         | 31 ottobre 2020   | 4     | 1:24  | Las Vegas, Stati Uniti     |                                               |
| Vittoria  | 15-9   | Antônio Carlos Júnior | Decisione (non unanime)                                  | UFC Fight Night: Cowboy vs. Gaethje                     | 14 settembre 2019 | 3     | 5:00  | Vancouver, Canada          |                                               |
| Vittoria  | 14-9   | Bevon Lewis           | KO (pugno)                                               | UFC 232: Jones vs. Gustafsson 2                         | 29 dicembre 2018  | 3     | 1:32  | Inglewood, Stati Uniti     |                                               |
| Sconfitta | 13-9   | Paulo Costa           | KO tecnico (pugni)                                       | UFC 226: Miocic vs. Cormier                             | 6 luglio 2018     | 2     | 2:38  | Las Vegas, Stati Uniti     |                                               |
| Vittoria  | 13-8   | Krzysztof Jotko       | KO tecnico (pugni)                                       | UFC Fight Night: Rockhold vs. Branch                    | 16 settembre 2017 | 2     | 2:25  | Pittsburgh, Stati Uniti    | Performance oh the night                      |
| Sconfitta | 12-8   | Gegard Mousasi        | KO Tecnico (pugni)                                       | UFC Fight Night: Mousasi vs. Hall 2                     | 19 novembre 2016  | 1     | 4:37  | Belfast, Irlanda del Nord  |                                               |
| Sconfitta | 12-7   | Derek Brunson         | KO Tecnico (pugni)                                       | UFC Fight Night: Poirier vs. Johnson                    | 17 settembre 2016 | 1     | 1:41  | Hidalgo, Stati Uniti       |                                               |
| Sconfitta | 12-6   | Robert Whittaker      | Decisione (unanime)                                      | UFC 193: Rousey vs. Holm                                | 15 novembre 2015  | 3     | 5:00  | Melbourne, Australia       |                                               |
| Vittoria  | 12-5   | Gegard Mousasi        | KO Tecnico (calcio girato, ginocchiata in salto e pugni) | UFC Fight Night: Barnett vs. Nelson                     | 27 settembre 2015 | 2     | 0:25  | Saitama, Giappone          | Performance oh the night                      |
| Vittoria  | 11-5   | Oluwale Bamgbose      | KO tecnico (pugni)                                       | UFC Fight Night: Teixeira vs. Saint Preux               | 8 agosto 2015     | 1     | 2:23  | Nashville, Stati Uniti     |                                               |
| Sconfitta | 10-5   | Rafael Natal          | Decisione (non unanime)                                  | UFC 187: Johnson vs. Cormier                            | 23 maggio 2015    | 3     | 5:00  | Las Vegas, Stati Uniti     |                                               |
| Vittoria  | 10-4   | Ron Stallings         | KO tecnico (stop medico)                                 | UFC Fight Night: McGregor vs. Siver                     | 18 gennaio 2015   | 1     | 3:37  | Boston, Stati Uniti        |                                               |
| Vittoria  | 9-4    | Thiago Santos         | Decisione (unanime)                                      | UFC 175: Weidman vs. Machida                            | 5 luglio 2014     | 3     | 5:00  | Las Vegas, Stati Uniti     |                                               |
| Vittoria  | 8-4    | Chris Leben           | KO tecnico (ritiro)                                      | UFC 168: Weidman vs. Silva 2                            | 28 dicembre 2013  | 1     | 5:00  | Las Vegas, Stati Uniti     |                                               |
| Sconfitta | 7-4    | John Howard           | Decisione (non unanime)                                  | UFC Fight Night: Shogun vs. Sonnen                      | 17 agosto 2013    | 3     | 5:00  | Boston, Stati Uniti        |                                               |
| Sconfitta | 7-3    | Kelvin Gastelum       | Decisione (non unanime)                                  | The Ultimate Fighter: Team Jones vs. Team Sonnen Finale | 13 aprile 2013    | 3     | 5:00  | Las Vegas, Stati Uniti     | Perde il torneo dei Pesi Medi TUF 17          |
| Vittoria  | NU     | Dylan Andrews         | KO tecnico (pugni)                                       | The Ultimate Fighter: Team Jones vs. Team Sonnen        | 9 aprile 2013     | 2     | 4:50  | Las Vegas, Stati Uniti     | Torneo dei Pesi Medi TUF 17, Semifinale       |
| Vittoria  | NU     | Bubba McDaniel        | KO (pugni)                                               | The Ultimate Fighter: Team Jones vs. Team Sonnen        | 2 aprile 2013     | 1     | 0:08  | Las Vegas, Stati Uniti     | Torneo dei Pesi Medi TUF 17, Quarti di finale |
| Vittoria  | NU     | Adam Cella            | KO (calcio rotante)                                      | The Ultimate Fighter: Team Jones vs. Team Sonnen        | 5 febbraio 2013   | 1     | 4:50  | Las Vegas, Stati Uniti     | Torneo dei Pesi Medi TUF 17, Secondo turno    |
| Vittoria  | NU     | Andy Enz              | Decisione (unanime)                                      | The Ultimate Fighter: Team Jones vs. Team Sonnen        | 22 gennaio 2013   | 2     | 5:00  | Las Vegas, Stati Uniti     | Torneo dei Pesi Medi TUF 17, Primo turno      |
| Vittoria  | 7-2    | Nodar Kudukhashvili   | Decisione (unanime)                                      | Ring of Combat 41                                       | 15 giugno 2012    | 3     | 5:00  | Atlantic City, Stati Uniti | Vince il titolo dei Pesi Medi ROC             |
| Vittoria  | 6-2    | Daniel Akinyemi       | Sottomissione (heel hook)                                | Ring of Combat 39                                       | 10 febbraio 2012  | 1     | 4:48  | Atlantic City, Stati Uniti |                                               |
| Vittoria  | 5-2    | Aung La N Sang        | KO (pugni)                                               | Ring of Combat 35                                       | 8 aprile 2011     | 3     | 1:37  | Atlantic City, Stati Uniti |                                               |
| Sconfitta | 4-2    | Costas Philippou      | Decisione (maggioranza)                                  | Ring of Combat 34                                       | 4 febbraio 2011   | 3     | 4:00  | Atlantic City, Stati Uniti |                                               |
| Sconfitta | 4-1    | Chris Weidman         | KO tecnico (pugni)                                       | Ring of Combat 31                                       | 24 settembre 2010 | 1     | 3:06  | Atlantic City, Stati Uniti | Perde il titolo dei Pesi Medi ROC             |
| Vittoria  | 4-0    | Roger Carroll         | Sottomissione (pugni)                                    | Ring of Combat 30                                       | 11 giugno 2010    | 1     | 2:41  | Atlantic City, Stati Uniti | Vince il titolo dei pesi medi ROC             |
| Vittoria  | 3-0    | Mitch Whitesel        | KO tecnico (pugni)                                       | Ring of Combat 27                                       | 20 novembre 2009  | 3     | 2:34  | Atlantic City, Stati Uniti |                                               |
| Vittoria  | 2-0    | Edwin Aguilar         | KO tecnico (calci alla testa e pugni)                    | Bellator XI                                             | 12 giugno 2009    | 3     | 4:31  | Uncasville, Stati Uniti    | Debutto in Bellator                           |
| Vittoria  | 1-0    | Mike Iannone          | KO tecnico (pugni)                                       | Ring of Combat 9                                        | 29 ottobre 2005   | 1     | 0:44  | Asbury Park, Stati Uniti   |                                               |